# 栾菊杰
栾菊杰（1958年7月14日—），江苏南京人，华裔加拿大公民，前中國女子擊劍運動員，有着「東方第一劍」的美譽。

## 生涯
欒菊傑最先在入讀南京业余体校，兩年後入選江苏省队。幾年後进入國家队。
入選國家隊後，欒菊傑先奪得了世界青年击剑锦标赛上获亚军、第8届亚运会女子花剑賽事中奪金、四運會花剑金牌。1978年她在马德里世界青年击剑锦标赛中打入决赛，决赛中手臂被断剑刺穿，获得亚军，但是仍然打破了欧洲选手对于该体育赛事从创立开始的垄断，震惊了世界剑坛。1981年，欒菊傑又奪得了世界击剑锦标赛女子花剑項目中的亚军。雖然只是奪得亞軍，但擊劍項目一向是歐洲人的強項，欒菊傑為中國所奪得的亞軍，已实属不易。
後來，欒菊傑在国际女子花剑比赛中奪冠，成为亚洲第一个在世界剑坛折桂的人。在国内赛场，又為江苏奪得了五運會的女子花剑銀牌、女团金牌。
1984年，欒菊傑愈戰愈強，不但奪取了世界锦标赛冠军，更為中國摘下了首枚奧運擊劍金牌，成績令人鼓舞，此為中國贏得历史上首枚击剑奥运金牌、同时也是亞洲首枚击剑奥运金牌。
1987年，欒菊傑於第13届世界大学生运动會中奪取女子花剑团体金牌、六運會女子花剑女子团體賽銅牌。1989年，患有肾盂肾炎的栾菊杰正式退役。随后赴加拿大阿尔伯塔省读书、工作至今，现入籍加拿大。
为了参与2008年北京奥运会，退役多年的栾菊杰突然决定复出，在一年多内从北美积分排名400以外打入前二，奇迹般的在50岁时获得了代表加拿大出征北京的资格。在开幕式上，她打出了写着“祖国好”的横幅。栾菊杰之后在1/32决赛中战胜了比她排名高的突尼斯选手，但在下一轮败给了世界排名第7的匈牙利选手。

## 影响
栾菊杰在世界大赛中的出色成绩和对于欧洲绝对优势项目的冲击，使她成为了刚刚开放的中国家喻户晓的人物之一。《人民日报》发表了“扬眉剑出鞘”的文章，还被选入了中学语文课本，领导人华国锋曾经号召全国青年向她学习。

## 所获奖项
栾菊杰曾兩度当选为全国十佳运动员、体育运动荣誉奖章，1984年欒菊傑榮獲建国35年以来杰出运动员。